# حشره‌خوار لودیا
 حشره‌خوار لودیا (نام علمی: Crocidura ludia) نام یک گونه از سرده حشره‌خوارهای دندان‌سفید است.